# Muzułmańska Gmina Wyznaniowa w Kruszynianach

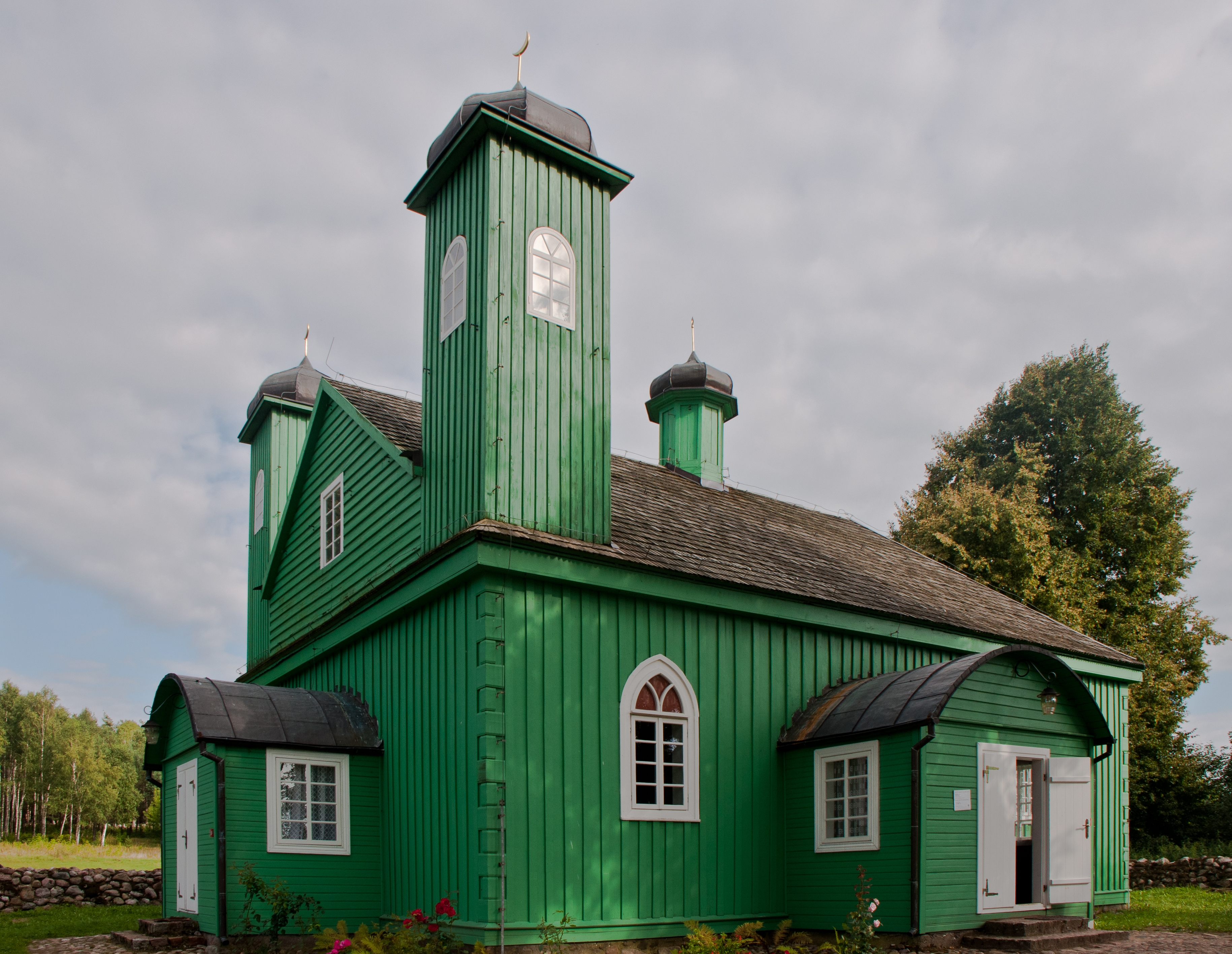
Meczet w Kruszynianach

Muzułmańska Gmina Wyznaniowa w Kruszynianach – muzułmańska jednostka organizacyjna z siedzibą w Kruszynianach, wchodząca w skład Muzułmańskiego Związku Religijnego w Rzeczypospolitej Polskiej. Gmina była m.in. inicjatorem budowy Centrum Edukacji i Kultury Muzułmańskiej Tatarów Polskich oraz uczestniczyła w projekcie digitalizacji kilku tysięcy obiektów związanych z historią i kulturą polskich Tatarów.
Przewodniczącym Zarządu gminy jest Bronisław Talkowski, a imamem Janusz Aleksandrowicz.